# Bitwa pod Dzierżoniowem
Bitwa pod Dzierżoniowem (niem. Schlacht von Reichenbach) – starcie zbrojne, które miało miejsce 16 sierpnia 1762 w trakcie wojny siedmioletniej.
Bitwa pod Dzierżoniowem przyniosła zwycięstwo wojskom Fryderyka II, który niespełna miesiąc wcześniej (20–21 lipca) pokonał osłaniający Świdnicę austriacki korpus i przystąpił (od 7 sierpnia) do oblegania tego ufortyfikowanego miasta. Austriacy nie zdołali jednak przeprowadzić skutecznej odsieczy świdnickiej twierdzy, którą jesienią 1761 roku obsadzili ok. dziewięciotysięczną załogą. Nie pomogło im również to, że posiadali pod Dzierżoniowem przewagę w piechocie, kawalerii, ani to, że dysponowali także większą siłą ognia.

## Geneza
W sierpniu 1762 roku na Wzgórzach Gilowskich rozegrała się jedna z ostatnich bitew wojny siedmioletniej – wojny będącej trzecią odsłoną zmagań przypieczętowujących ostatecznie utratę Śląska przez Wiedeń na rzecz Prus.

## Bitwa
Wszystko zaczęło się o świcie 16 sierpnia 1762, gdy nad zabudowaniami Kluczowej, Owiesna i Bielawy pojawiły się wojska austriackie pod dowództwem generałów Becka, Brentano i Lacy’ego. Do południa Austriacy rozbili obozy i posilali się, dając tym samym sygnały, iż nie przystąpią do bitwy z marszu. Stało się jednak inaczej. Jeszcze tego samego dnia po południu, ku zaskoczeniu Prusaków, generałowie austriaccy poderwali swych żołnierzy do ataku. Natarcie w kierunku Wzgórz Gilowskich, na których swe pozycje kilka dni wcześniej zajęli Prusacy, poprowadzono zarówno ze strony Piławy Dolnej, jak i Piławy Górnej. Prusacy szybko reagowali na ruch wojsk austriackich i umacniali swe pozycje obronne na wierzchołkach wzgórz.
Rozpoczęły się zaciekłe walki o każdy skrawek lasu i każde wzniesienie. Pomimo przewagi liczebnej przeciwnika, wojska Fryderyka II nie poddawały się. O losach bitwy zdecydował batalion grenadierów dowodzonych przez von Rothkircha, który zatrzymał atak Austriaków na tyły wojsk pruskich od strony Kośmina. Wkrótce, jak podają niemieckie kroniki, na polu bitwy pojawiło się dziewięć batalionów pod wodzą samego Fryderyka II, które z kolei odparły natarcie Austriaków od strony Piławy Dolnej. Wcześniej król nadzorował przebieg bitwy z pałacu w Pieszycach.

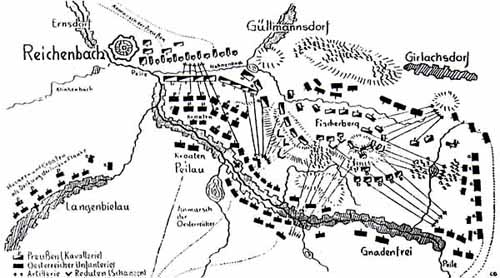
Plan bitwy pod Dzierżoniowem

Jak wyczytać można w XX-wiecznym już opisie tamtych wydarzeń autorstwa Ericha Hassego, głównodowodzący przejeżdżający przez Dzierżoniów i zdążający w kierunku pola bitwy osobiście uspokajał mieszkańców, wspominając mile tutejszego pastora, który rok wcześniej obdarował go pięknymi jabłkami. Według zaś legendarnych zapewne przekazów Fryderyk II pozostał wraz ze swoimi żołnierzami na polu bitwy całą noc. Jego obóz miał się znajdować na wzniesieniu o nazwie Verlorens Berg (Zguba).
Ostatecznie Austriacy zostali zepchnięci do swoich pozycji wyjściowych. Nie podjęli jednak dalszych działań ofensywnych. Następnego dnia po bitwie już tylko się wycofywali w kierunku Kłodzka, plądrując napotkane na swej drodze osady.

## Po bitwie
Bitwa pod Dzierżoniowem – jak nazwali ją niemieccy historycy – lub bitwa pod Rybakiem (jeden ze szczytów Wzgórz Gilowskich) – jak chciała okoliczna ludność, zakończyła się sukcesem wojsk pruskich. Pozostały one na strategicznych wzniesieniach oraz utrzymały połączenie z Dzierżoniowem, uniemożliwiając tym samym przedostanie się siłom austriackim na pomoc Świdnicy. Pod Dzierżoniowem, jak podają kronikarze, Austriacy utracili 28 armat i 9 sztandarów. Trudno ocenić realne straty ludzkie obu stron. Prawie wszystkie dane pochodzą z pruskich źródeł i mogą przez to być niewiarygodne. Według pierwszych XVIII-wiecznych przekazów w bitwie tej poległo lub zaginęło ponad 4400 żołnierzy. Liczba ta jednak wydaje się całkiem fantastyczna, a bliższe prawdy mogą być XX-wieczne opisy mówiące o ponad 1000 zabitych, rannych i zaginionych.
Ostatecznie Świdnica, nie doczekawszy odsieczy wojsk austriackich, poddała się 9 października. W lutym 1763 pokój w Hubertusburgu ostatecznie zakończył wojnę.

### Upamiętnienie
17 sierpnia 1862 na stokach Rybaka uroczyście świętowano setną rocznicę bitwy. Obchody zgromadziły wielu weteranów różnych wojen. Specjalne pozdrowienia wszystkim zebranym przysłał wówczas król Prus Wilhelm I Hohenzollern. Do dziś przetrwał pomnik wystawiony we wrześniu 1910 na południowych stokach góry Rybak. Projektem i nadzorem nad pracami budowlanymi zajmowały się dwie osoby: inż. J. Haeckel z Jawora oraz majster Hampel z Piławy. Monument poświęcono pamięci żołnierzom obu walczących stron. To, iż także Austriacy zostali upamiętnieni na pomniku, było zapewne spowodowane zawartym pomiędzy Niemcami i Austro-Węgrami sojuszem w ramach trwającego od 1882 Trójprzymierza.
Nie zachowała się wykonana ze szwedzkiego granitu pamiątkowa tablica. Dzięki przekazom prasowym możemy jednak dziś odtworzyć treść samego napisu. Oto on: „Dem Gedächtnis / der in der Schlacht / bei Reichenbach / am 16. August 1762 / gefallenen und verwundeten / preußischen / und österreichischen / Krieger (Na pamiątkę bitwy pod Dzierżoniowem w dniu 16 sierpnia 1762 roku, poległym i rannym pruskim i austriackim żołnierzom). Uroczystość odsłonięcia pomnika miała bogatą oprawę, a rozpoczął ją dr O. Mikule, przewodniczący piławskiego oddziału Towarzystwa Sowiogórskiego. Całość wydarzenia, w którym uczestniczyły liczne delegacje związków kombatanckich oraz lokalnych władz, obejmowały podziękowania dla osób, które przyczyniły się do wystawienia monumentu, patriotyczne odczyty oraz apele. Przy okazji upamiętnienia wydarzeń sprzed 148 lat zamierzeniem lokalnych działaczy turystycznych było także spopularyzowanie tego malowniczego zakątku nad Piławą. Wówczas bowiem ze stoków Rybaka rozpościerały się wspaniałe widoki na masyw Gór Sowich i dużą część Kotliny Dzierżoniowskiej. Z okazji 250. rocznicy bitwy została zamontowana nowa tablica w języku niemieckim i polskim, a w 2017 przeniesiono i odnowiono sam pomnik w parku nad Piławą przy ulicy Błotnistej w Piławie Dolnej.